# Stiefmütterchen
Als Stiefmütterchen bezeichnet man eine Gruppe von Arten aus der Gattung der Veilchen (Viola) innerhalb der Familie der Veilchengewächse (Violaceae), die sich durch die gegenseitige Bedeckung der Blütenblätter auszeichnen: Das breite unterste Kronblatt, die „Stiefmutter“, bedeckt teilweise die seitlichen, die „Töchter“, und diese wiederum die beiden obersten, die „Stieftöchter“. Als weiteres gemeinsames Merkmal besitzen die Stiefmütterchen große Nebenblätter. Die seltenere Bezeichnung Pensee kommt vom französischen (herbe de la) pensée  „Pflanze des Gedenkens“. Das Stiefmütterchen gilt als Symbol des Andenkens, der Erinnerung.

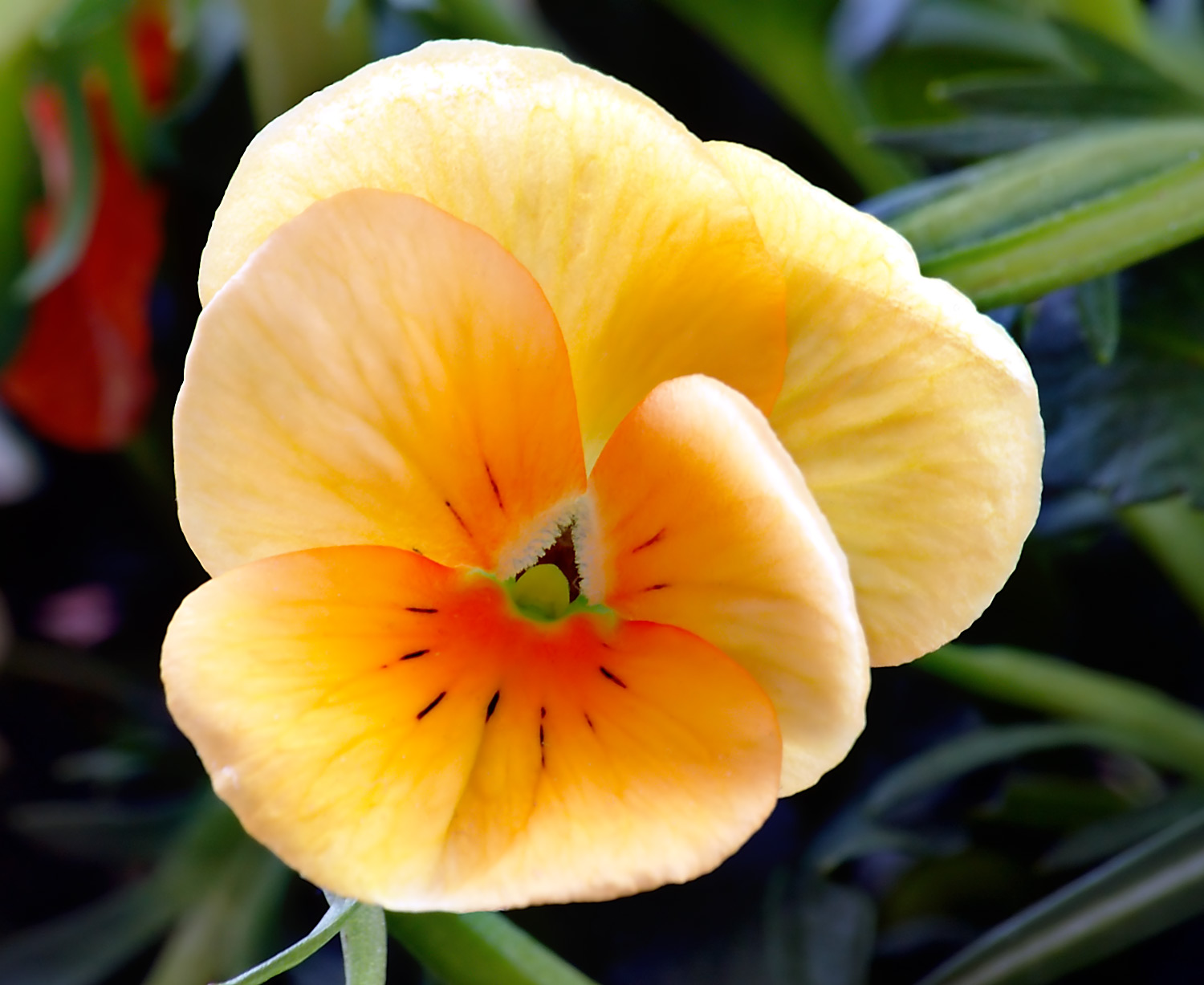
Stiefmütterchen

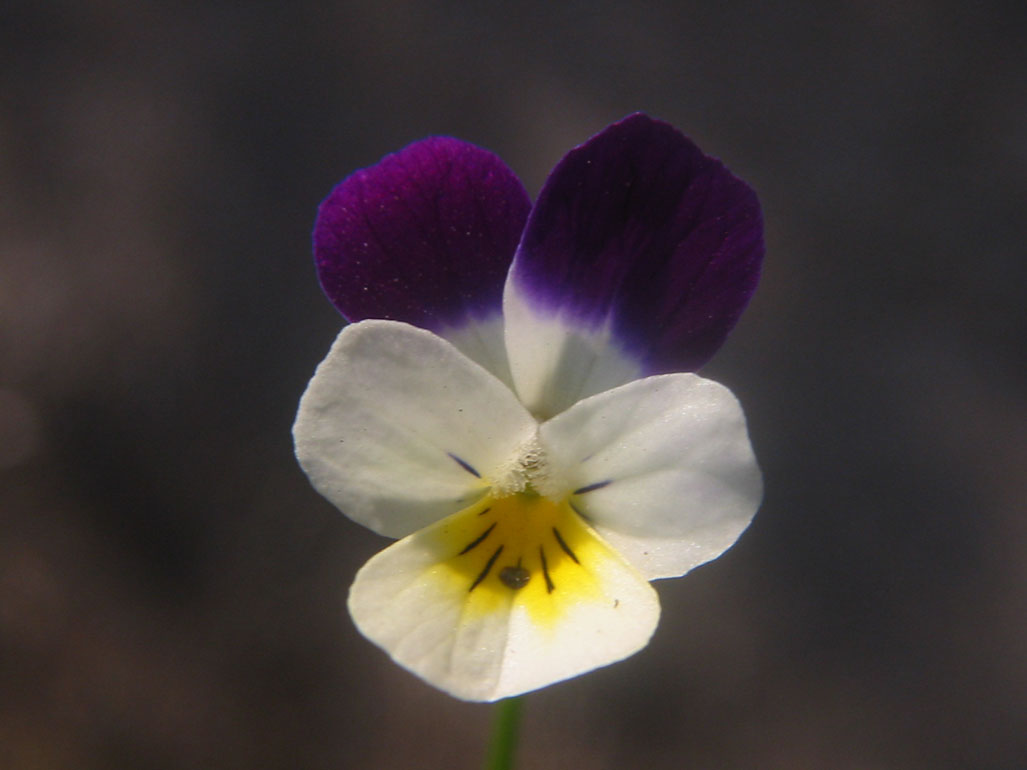
Großblütiges Acker-Stiefmütterchen

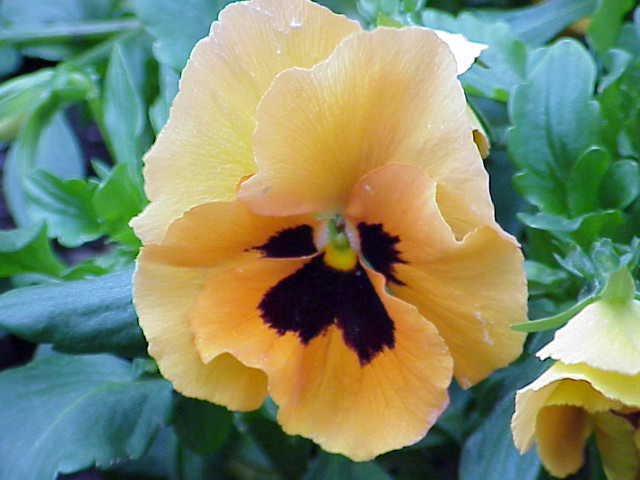
Gartenstiefmütterchen

## Arten (Auswahl)
- Altai-Stiefmütterchen (Viola altaica)
- Acker-Stiefmütterchen (Viola arvensis)
  - Gewöhnliches Acker-Stiefmütterchen (Viola arvensis subsp. arvensis)
  - Großblütiges Acker-Stiefmütterchen (Viola arvensis subsp. megalantha)
- Dünen-Stiefmütterchen (Viola tricolor var. maritima)
- Gelbes Galmei-Stiefmütterchen (Viola calaminaria)
- Gesporntes Stiefmütterchen (Viola calcarata)
- Hornveilchen (Viola cornuta)
- Violettes Galmei-Stiefmütterchen (Viola guestphalica)
- Steppen-Stiefmütterchen (Viola kitaibeliana)
- Sudeten-Stiefmütterchen (Viola lutea)
- Wildes Stiefmütterchen (Viola tricolor)
  - Dünen-Stiefmütterchen (Viola tricolor var. maritima)
  - Felsen-Stiefmütterchen (Viola tricolor subsp. saxatilis)
  - Gebirgswiesen-Stiefmütterchen (Viola tricolor var. polychroma)
  - Gewöhnliches Wildes Stiefmütterchen (Viola tricolor var. tricolor)
- Garten-Stiefmütterchen (Viola wittrockiana Gams ex Nauenburg & Buttler)[2]

## Gartenstiefmütterchen
Aus zahlreichen Kreuzungen des Wilden Stiefmütterchens (Viola tricolor) mit anderen Arten und Auslesen sind die Kulturformen, die Garten-Stiefmütterchen (Viola × wittrockiana) entstanden, die von März bis November blühen, als Einjährige oder Zweijährige kultiviert werden und von denen es heute eine große Auswahl an Farben und Formen gibt.
Der Name Schweizer Riesen weist mit seinem Namen auf die großen Blüten dieser Sorten hin, neu sind Miniatur-Stiefmütterchen aus der Kreuzung von Gartenstiefmütterchen und Hornveilchen und gefüllte Formen.

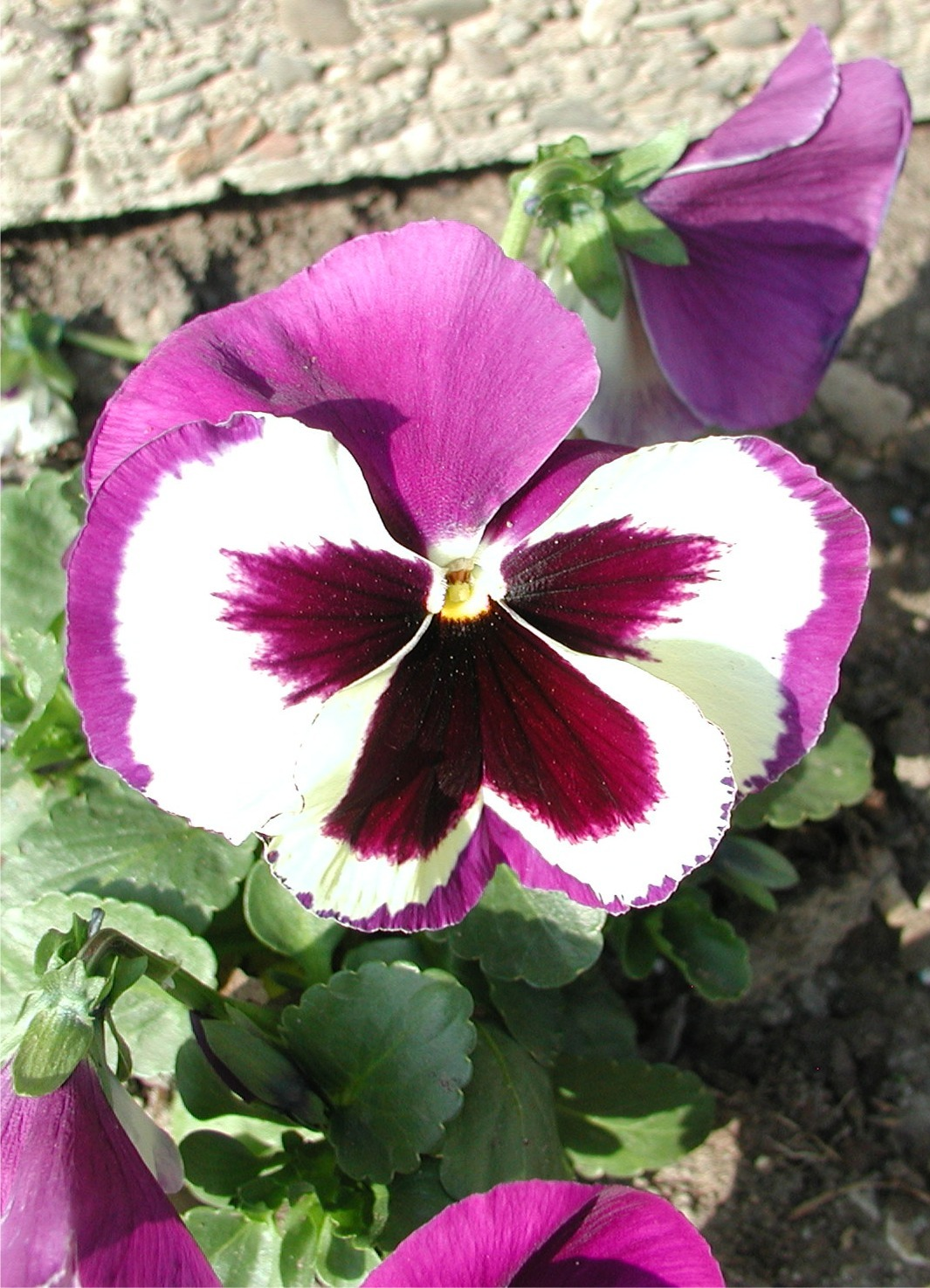
Stiefmütterchen
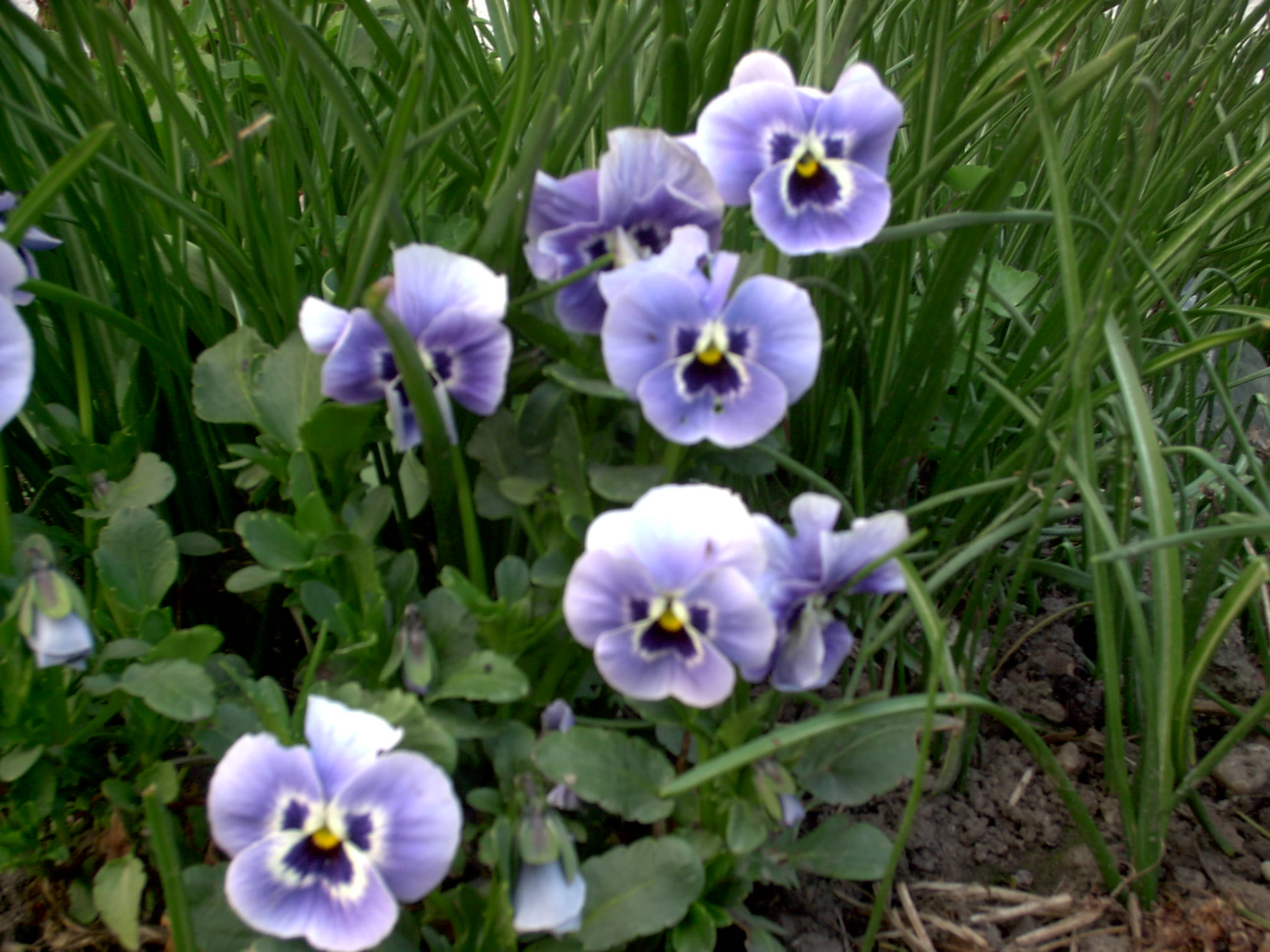
Violette Stiefmütterchen
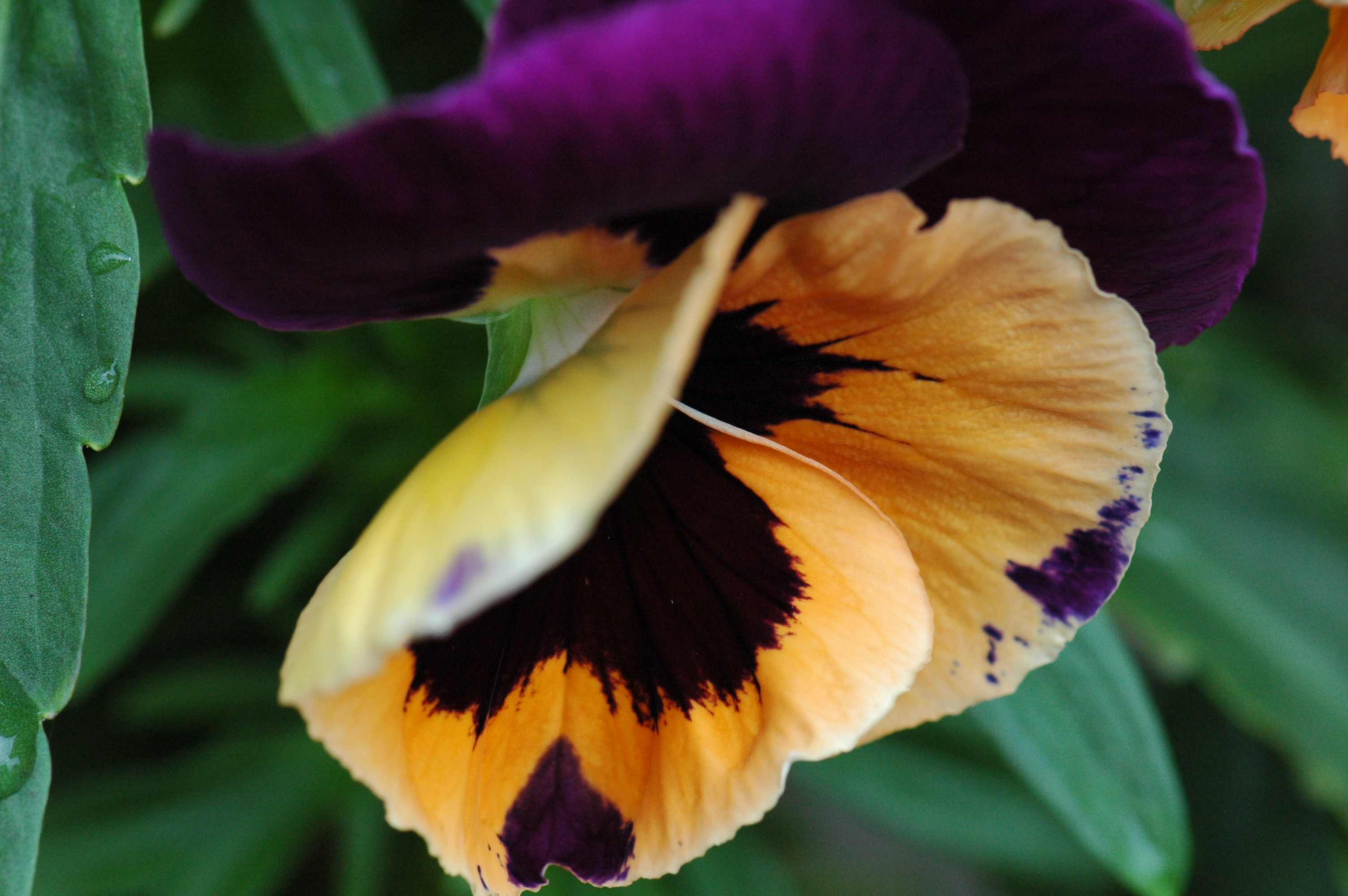
Gartenstiefmütterchen
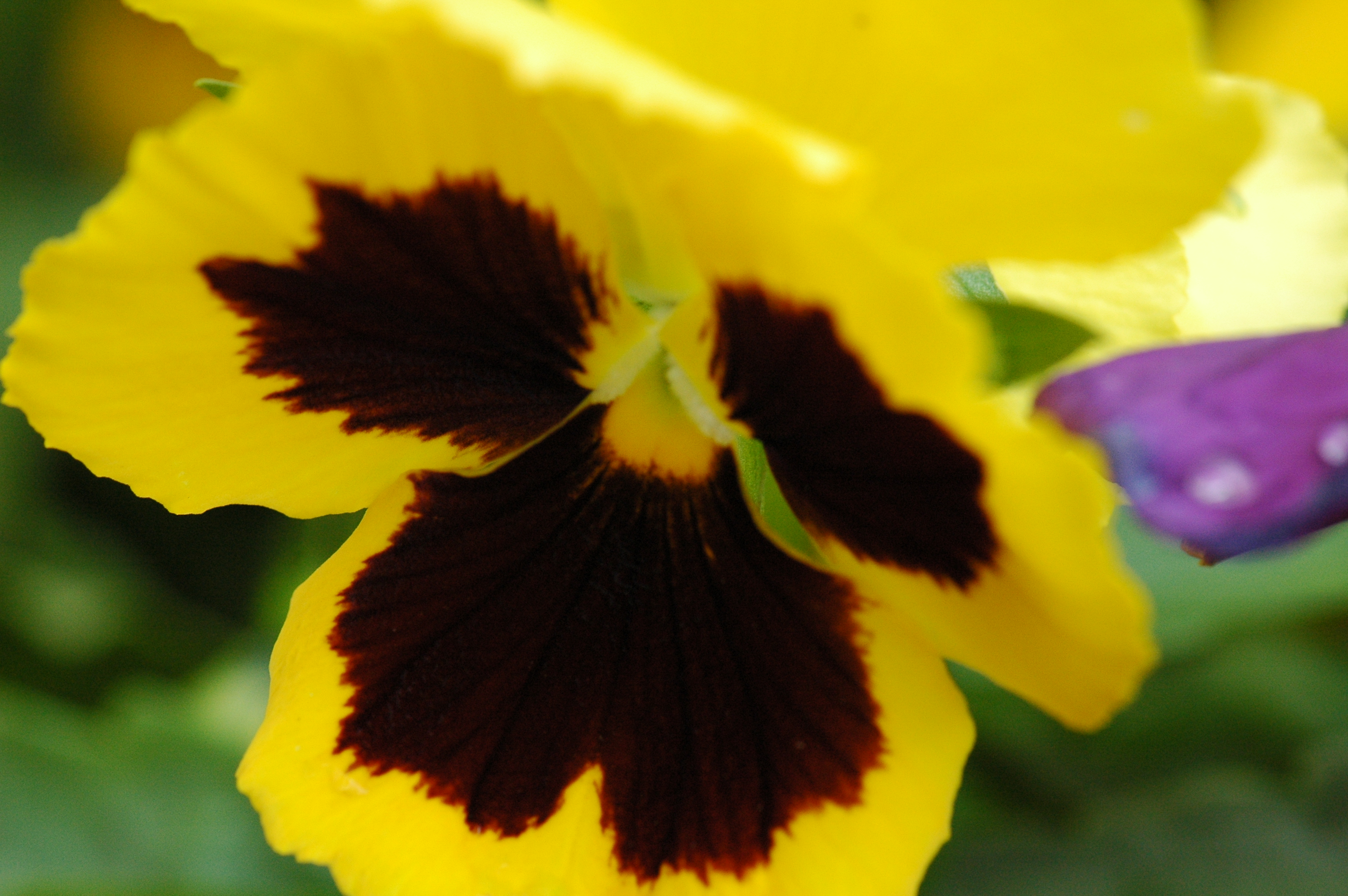
Gartenstiefmütterchen
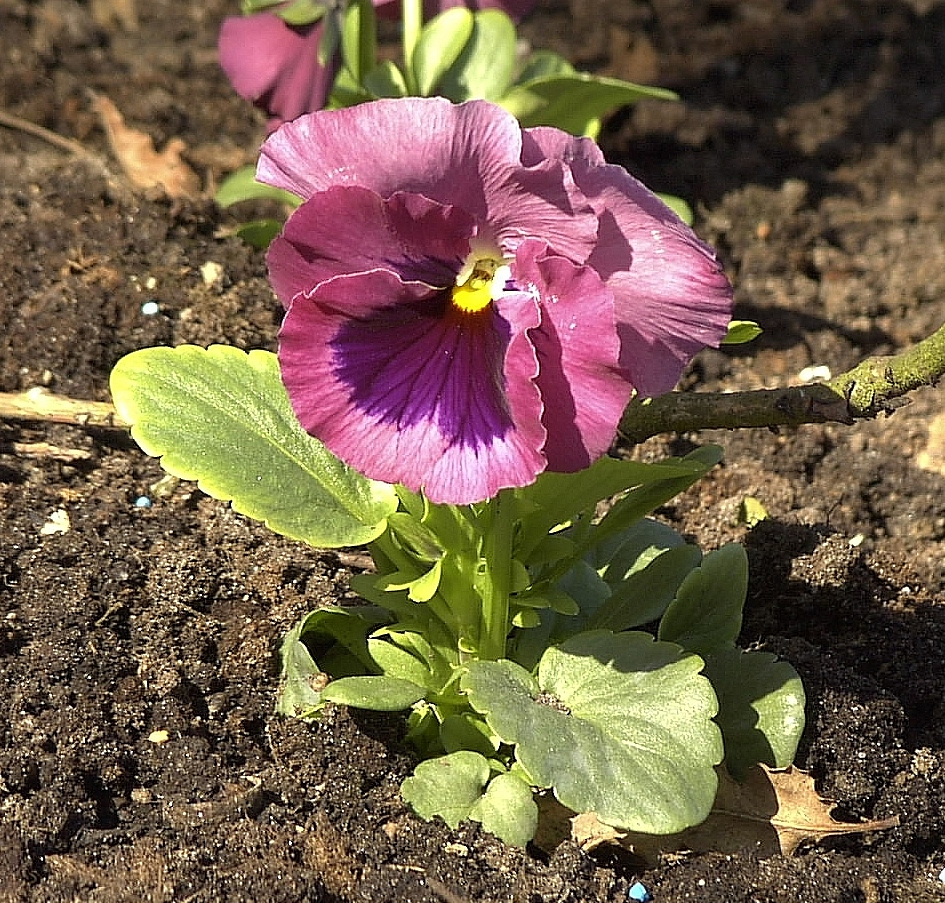
Stiefmütterchen
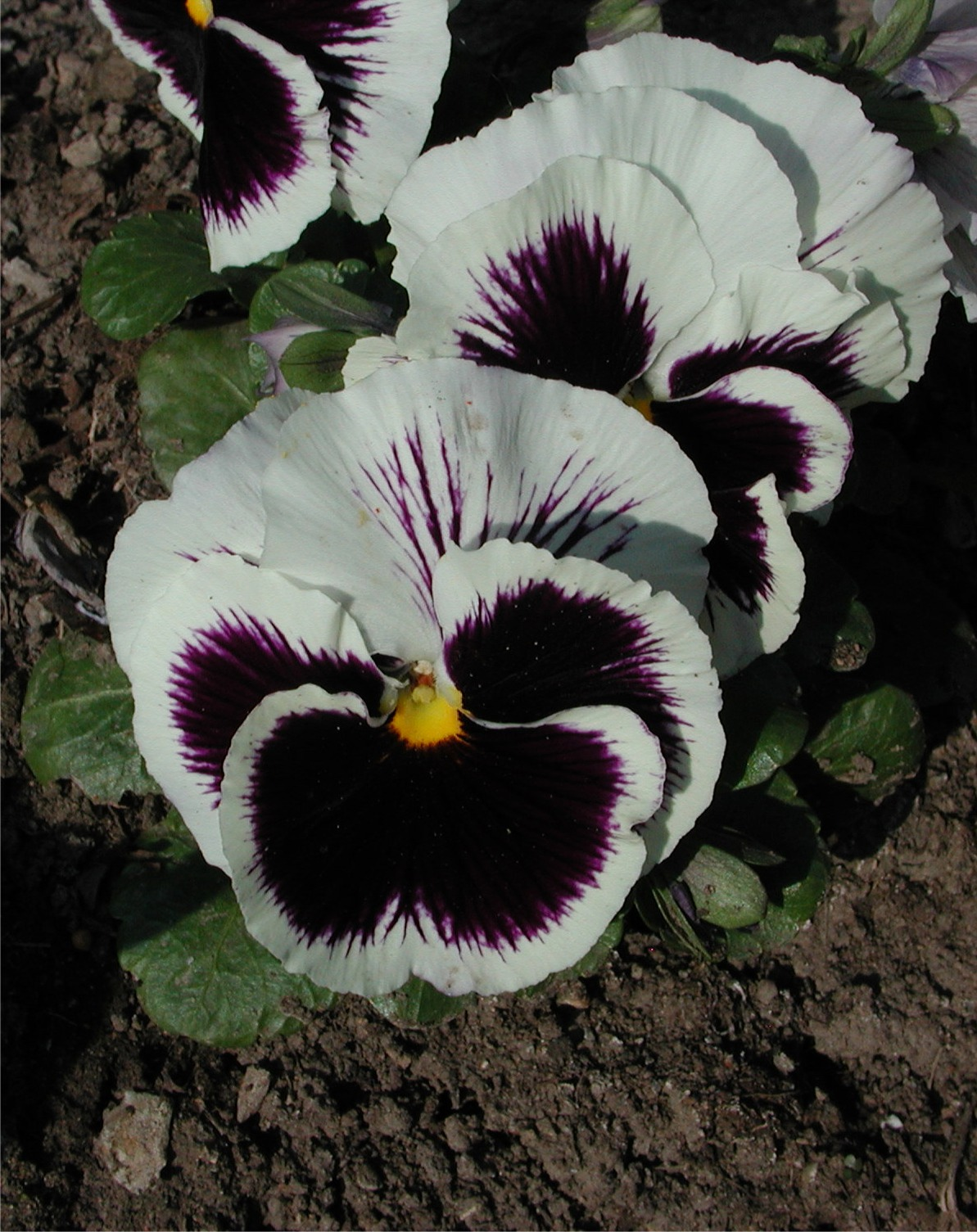
Stiefmütterchen Zuchtvariante

## Anbau
Boden: Feucht, wasserdurchlässig, relativ fruchtbar

Sonne: Volle Sonne oder Halbschatten

Aussaat: Im Spätsommer

## Sonstiges

Bronzebüste von Emmanuel Villanis mit dem zweideutigen Titel pensée für „Stiefmütterchen“ oder „Denken“

Das Stiefmütterchen, genannt auch Christusauge, ist das Symbol der Freidenker in Frankreich und in Österreich. Es war schon im Mittelalter das Symbol für gute Gedanken.
Das Stiefmütterchen ist auch eines der Stadtsymbole der japanischen Stadt Osaka.
Es enthält Salicin.